# Cheval de Corlay
Vous lisez un « article de qualité » labellisé en 2018.
Pour les articles homonymes, voir Corlay (homonymie).
Le cheval de Corlay, ou demi-sang de Corlay, est un type de cheval demi-sang issu de croisements pratiqués autour de la ville de Corlay en Bretagne, entre les juments locales de type bidet breton et des étalons importés, principalement de race Pur-sang. Destinée aux courses, cette variété de chevaux bretons est réputée pour avoir impressionné Napoléon III par ses capacités en steeple-chase. Par la suite, les éleveurs locaux se spécialisent dans ce cheval de course, en optimisant notamment l'alimentation par l'ajout de maërl dans la ration. L'élevage du cheval de Corlay gagne une excellente réputation du milieu jusqu'à la fin du XIXe siècle. L'étalon le plus influent sur la race est Corlay, qui se reproduit de 1876 à 1897 dans la localité homonyme. La race est considérée comme fixée à la fin du siècle.
Le cheval de Corlay voit ses effectifs diminuer régulièrement au siècle suivant, en raison notamment de la concurrence du cheval de trait. Il disparaît pratiquement à la fin du XXe siècle. N'ayant jamais eu de registre généalogique sous son nom propre, il est désormais référencé en France parmi les chevaux AQPS (Autre que Pur-sang), des chevaux de course de toutes origines possédant une haute proportion d'ascendants pur-sang. La race de Corlay est considérée comme éteinte par la FAO.

## Dénomination
Le cheval de Corlay est également connu sous les noms de « demi-sang de Corlay » et de « cheval léger de la montagne » ; F.-M Bléas, éleveur auteur d'une monographie destinée au député du Finistère, le nomme « Cheval de sang de la montagne bretonne ». Il est surnommé le « bon cru breton des chevaux de selle ». 

## Histoire
L'élevage du cheval « de sang » en Bretagne est à la fois rare, et particulier à la région de Corlay ; en effet, d'après le Dr vétérinaire Robert Hamon, l'essentiel de l'élevage breton au début du XXe siècle concerne le cheval de trait.

### Origine
Avant la Restauration, il n'existe aucune sélection particulière aux chevaux de la région de Corlay. La race ne remonte pas au-delà du début du XIXe siècle. Les archives de la seigneurie de Corlay attestent toutefois de l'élevage et du commerce de chevaux sous l'Ancien Régime, au titre de la corvée. Les animaux étaient vendus le plus souvent sur la foire de Noyal-Pontivy.
Les ancêtres du cheval de Corlay ressemblent aux bidets des pays montagneux, de petite taille (1,20 m à 1,40 m au plus), minces et secs. Plusieurs auteurs, dont la société des courses de Corlay, le Dr vétérinaire Robert Hamon, et le président de l'Association des amis du cheval du Pays de Corlay,, lui attribuent une ascendance orientale,. Toutefois, l'étude historique des paysans du Centre-Bretagne menée par Jean Le Tallec ne révèle pas de preuves de présence de chevaux importés avant le XIXe siècle, hormis celle de neuf étalons arabes pris par la famille de Rohan durant les croisades.
Sobres, adroits et d'une longue durée, les bidets vivent à l'état semi-sauvage sur la lande bretonne et se contentent de peu de soins,. La variété de ce petit cheval commune au centre et au sud de la Bretagne est connue sous le nom de « bidet de Briec », ou encore de « cheval de la lande »,.

### Formation
« Le cheval est une passion que le jeune Corlaysien suce avec son lait »

— Expression populaire corlaysienne citée par l'Association bretonne et union régionaliste bretonne de Saint-Brieuc

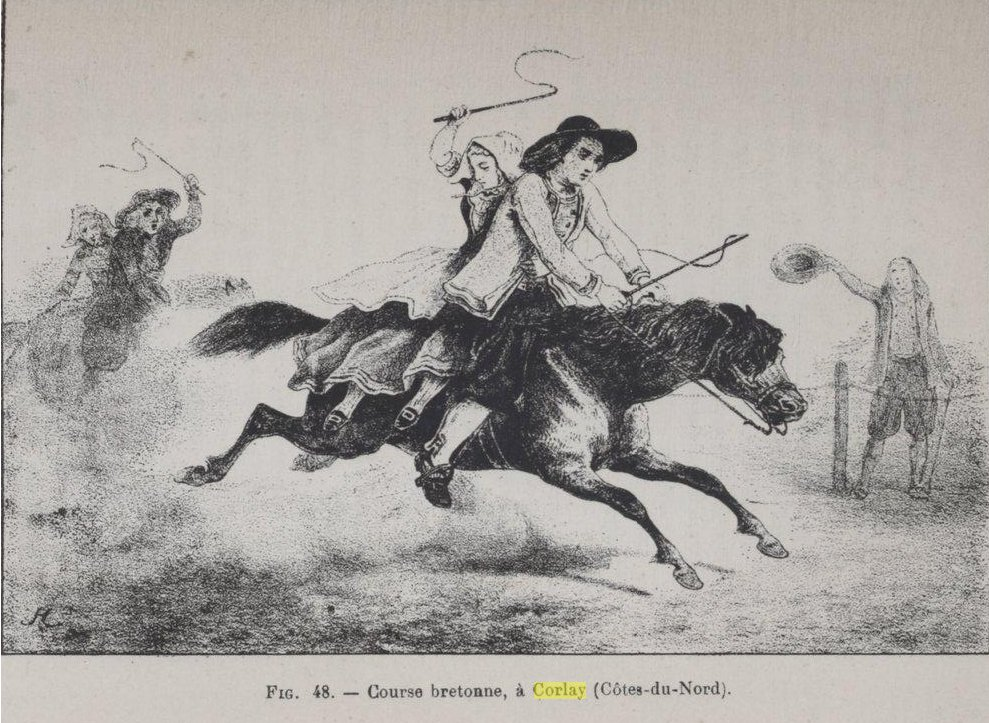
Course de chevaux à Corlay, 1895.

De 1806 à 1808, après la réorganisation des Haras nationaux, des étalons arabes et quelques pur-sangs sont introduits dans la région,. Le dépôt d'étalons de Langonnet, dans le Morbihan, comporte une moitié d'étalons de selle et met ses chevaux pur-sang à la disposition des éleveurs locaux,,. Les premiers reproducteurs influents sont l'étalon arabe Médany, et les étalons pur-sang Young Emilius,,, Stangfort et Young Rattler. Le cheval de Corlay a reçu l'influence d'autres races, comme l'Anglo-normand, le Vendéen, celle de métis issus du Trotteur Norfolk et du Pur-sang, du trotteur Orlov russe, et même du Percheron.
Une expression populaire corlaysienne souligne l'attachement des locaux pour les chevaux. D'après Bléas, « Aucune population, peut-être, n'eut, pour le cheval de sang, un amour inné plus vif que celle de ce pays. Toute occasion lui fut toujours bonne pour faire lutter les chevaux. Il y a encore peu d'années, aucune noce n'avait lieu, dans une famille un peu aisée de la région Corlaysienne, sans qu'un mouton fût offert comme prix de la course traditionnelle ; aucun « pardon » n'était complet, si on ne « courait le mouton ». Et mainte paysanne ne craignait pas de galoper en ces fêtes le brave poney de sa ferme ». La concurrence des chevaux de course venus de Paris et de l'Anjou pousse les éleveurs locaux à croiser leurs chevaux pour faire naître des montures de selle,. 
La taille de ces chevaux croisés augmente, de 1,45 m à 1,58 m. Le cheval de Corlay résulte de croisements entre ces chevaux autochtones bretons, le Pur-sang, et l'Arabe,,. Selon Guy de Sallier Dupin, c'est la distribution de primes par le conseil général et les Haras nationaux, récompensant les meilleurs éleveurs, qui permet l'émergence d'éleveurs pionniers de chevaux demi-sang à Corlay, par croisement avec des Pur-sang et des Arabe.

### Montée en réputation

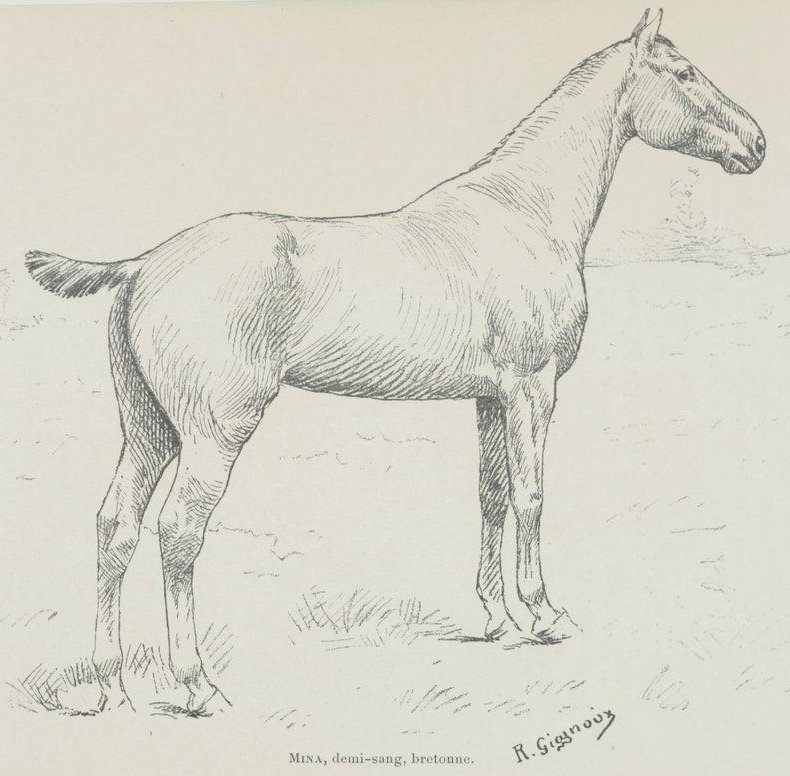
Mina, jument demi-sang de Corlay, vue par R. Gignoux dans Le Cheval de selle en France, A. Legoupy, 1898.

En quelques décennies, l'élevage local gagne une excellente réputation. Le comte Achille de Montendre fait l'éloge de l'élevage dans la région de Corlay dans un ouvrage paru en 1840, qualifiant la « race de Corlay » de cheval d'avenir, qui « se vend, et surtout qui se vendra ». Son texte est repris dans un numéro du Recueil de médecine vétérinaire paru l'année suivante, puis par Éphrem Houël, dans son Traité complet de l'élève du cheval en Bretagne. La société de courses de Corlay est créée en 1842, au moment de la réorganisation de la répartition des étalons, qui favorise la région de Corlay,.
En 1844, le rapport des inspecteurs de l'agriculture française pour le département des Côtes-du-Nord y distingue trois races, dont celle de Corlay ; les sujets sont décrits comme de petite taille (1,40 m) mais de grande qualité. Il ajoute que les chevaux non-croisés avec l'Arabe ou le Pur-sang se vendent beaucoup plus cher et plus facilement pour le service de la cavalerie légère. En 1845, après le rétablissement du haras national de Lamballe, plusieurs étalons pur-sang sont envoyés à Corlay : Craven, Brandy-Face, Festival, Gouvieux, Beauvais, Marin, Chassenon, Chambois, Basque, Kirsch, le Rakos, Vertumne et Pedlar. Ce haras reçoit aussi les demi-sangs Cœur de Chêne, Ementier, Infaillible et Lancastre, puis l'étalon trotteur Norfolk Flying Cloud, père du chef de race Corlay. En 1849, la commission hippique de Guingamp recommande de faire appel à l'Anglo-arabe en plus du Pur-sang pour améliorer la race de Corlay. En 1862, le concours de poulains et pouliches de Lamballe est re-nommé « concours de demi-sang et de trait léger », et exige que les participants courent en trot ou en galop dans l'année. À partir de 1864, les primes ne sont plus distribuées qu'aux juments ayant été saillies par un étalon pur-sang ou demi-sang de l'administration des haras.
En 1867, le rapporteur d'une session du conseil général affirme que « la race dite de Corlay dépasse en qualités et en élégance tout ce que nous possédons en Bretagne ». En 1880, un journaliste écrit que les meilleurs chevaux de demi-sang proviennent de l'arrondissement de Loudéac. En 1897, Martial Cornic abonde dans le même sens, qualifiant le cheval de Corlay de « gloire nationale ».
Au début du XXe siècle, l'élevage du cheval dit « de sang » en Bretagne est exclusivement propre aux régions de Corlay, Rostrenen, et Loudéac.

### Influence de l'étalon Corlay

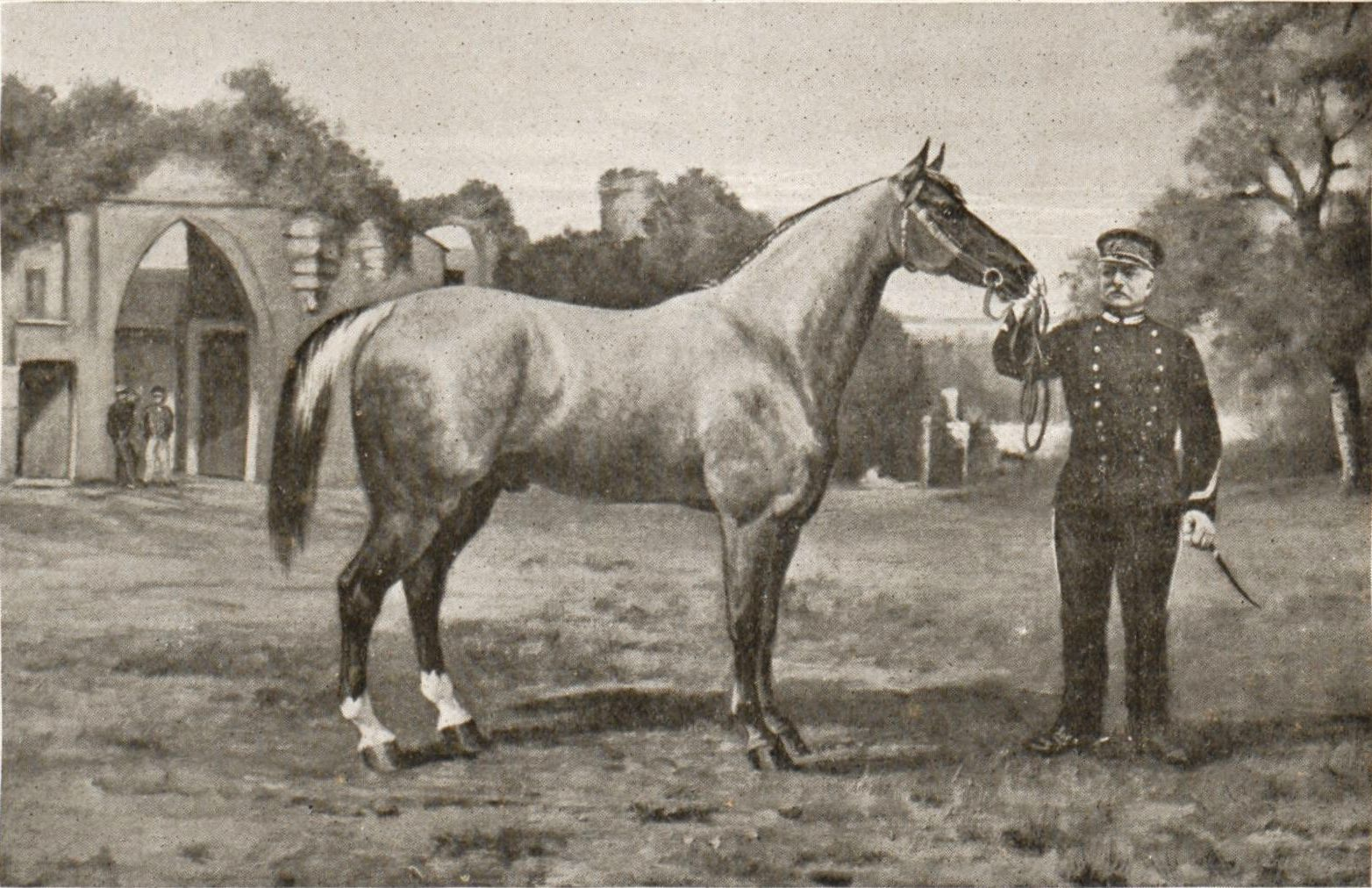
L'étalon Corlay, d'après un tableau d'Adhémar Louis Gaspard de Clermont-Gallerande (1837-1895).

Le cheval de Corlay doit une partie de sa réputation à l'étalon reproducteur nommé Corlay, considéré par Bléas comme « l'étalon le plus célèbre peut-être qu'ait jamais eu la Bretagne ». En 1864, le premier trotteur Norfolk est introduit, Flying Cloud. Par croisement avec une petite jument corlaysienne de galop aux 3/4 pur-sang, nommée Thérésine, il donne naissance à Corlay en 1872, qui sert d'étalon reproducteur dans la station de monte du même nom pendant 21 ans, entre 1876 et 1897,,,. Corlay engendre énormément de descendants qui s'illustrent comme chevaux d'attelage, de course et de selle, et sont réputés pour leur distinction.

### Fixation
En 1894, le studbook français du cheval de demi-sang est ouvert, avec une section bretonne. Le XIXe siècle se termine sur la disparition du type ancien et traditionnel de la race, le « bidet ambleur de Corlay »,. Un journal local écrit que les caractéristiques du cheval de Corlay sont désormais fixées : alliant la taille du Pur-sang à la douceur des bidets bretons, « ces chevaux sont parfaits ». En 1903 est constituée la Société hippique de Corlay, qui met en place des concours. Ceux des pouliches d'un an et deux ans contribuent significativement à l'amélioration de la race locale. En 1905, la région de Corlay se dote d'un hippodrome, « Le Petit Paris ». En 1908, le comte Henry de Robien livre un avis dépréciatif au sujet du cheval de Corlay, qu'il décrit comme « enlevé et plat ».
En 1911, le directeur du haras de Corlay salue la constante amélioration de l'élevage. Les cultures fourragères permettent aussi une meilleure alimentation animale, en particulier celles du trèfle. En 1928, la société hippique de Corlay publie une étude de 30 pages constituant un réquisitoire « contre la suffisante technocratique de « spécialistes » pour lesquels : « Les chevaux bretons ne méritent aucune réputation : ils sont sans distinction, mal tournés, disproportionnés... ». Les étalons les plus influents sur la race au début du XXe siècle sont le demi-sang Soliman, mort en 1916 et connu comme père d'excellentes poulinières, et les Pur-sangs Pedlar (1905-1919), Vertumne, Roncal, Rendez-vous, et Bon. L'élevage de Corlay fourni 1 800 chevaux pour la Première Guerre mondiale. L'élevage de chevaux de sang à Loudéac périclite après la guerre.

### Déclin

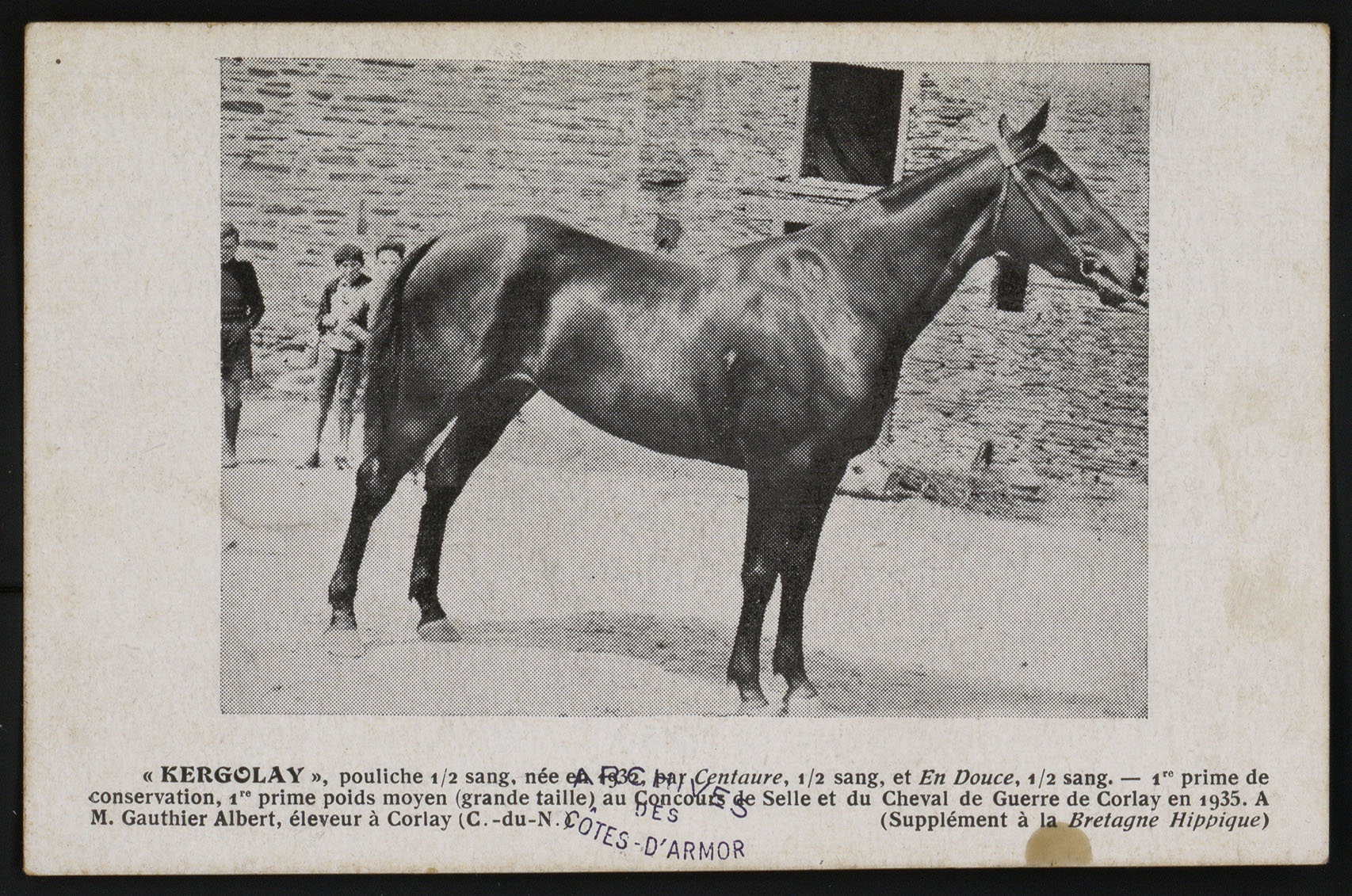
Pouliche demi-sang de Corlay, primée en 1935.

Le comte Henry de Robien (1908) anticipe le déclin de la race, en raison de son manque de débouchés autres que militaires. Par ailleurs, il la décrit comme disparue vingt ans auparavant : 

« Il y a une vingtaine d'années — vous le voyez, je ne remonte  pas au déluge — il existait à Corlay une race de chevaux bien distincts, bien homogènes. Ces chevaux étaient, pour la plupart, rouans ou aubères. Bien charpentés, soudés, près de terre, ils étaient aussi bien utilisables à la selle qu'à l'attelage, aussi aptes à précéder les bœufs à la charrue, qu'à escalader un talus breton, et à galoper longtemps derrière les chiens. »

— comte de Robien
En 1919,  le Dr vétérinaire E. Frouin, directeur des services vétérinaires de Côtes-du-Nord, présente un rapport conseillant de supprimer les concours de chevaux de selle dans toutes les villes du département, sauf à Corlay, où il conseille d'augmenter les primes afin d'éviter que la race disparaisse. La race décline, d'après le général de Champvallier (1921), le zootechnicien Paul Diffloth (1923), E. Frouin (1927-1928) et la Société hippique de Corlay (1928), qui précise une réduction significative des effectifs d'étalons pur-sang et demi-sang entre 1900 et 1927, ainsi qu'une réduction des saillies par le Pur-sang et le demi-sang de 729 à 110 sur le même laps de temps.
Les raisons en sont la concurrence du cheval de trait,, notamment du Postier breton ; la concurrence des véhicules automobiles, et la difficulté à trouver des étalons reproducteurs de qualité. Le modèle des chevaux tend à l'allègement et au rapprochement avec le Pur-sang,, ; Diffloth affirme ainsi que la race du demi-sang galopeur est « condamnée à disparaître ». En 1933, il ne reste qu'environ 120 poulinières de Corlay très hétérogènes au modèle, en fonction de la part d'influence Pur-sang.
En 1927, la Société hippique de Corlay estime que les chevaux de Corlay ont gagné un cumul de 500 000 francs de gains en courses de demi-sang.

## Description

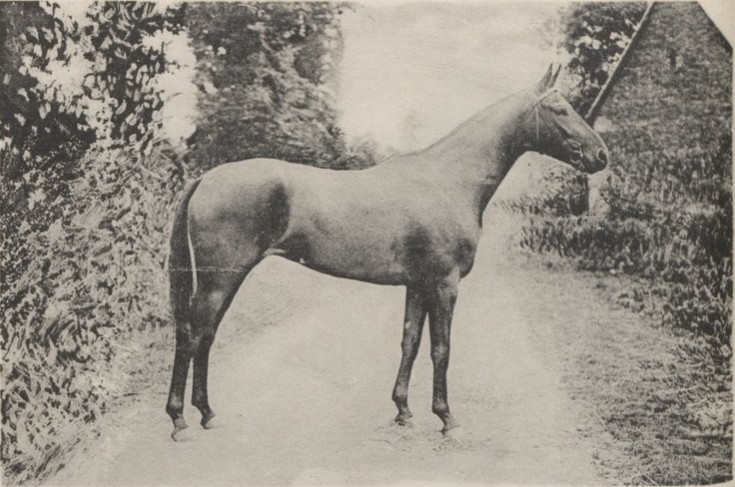
Venise XII, pouliche de 3 ans en 1924, baie, 1,57 m.

Le cheval de Corlay est historiquement un demi-sang plutôt petit et trapu, qui mesure environ 1,50 à 1,55 m d'après l'auteur italien Maurizio Bongianni, et dépasse rarement 1,55 m d'après Paul Diffloth. Sa taille a augmenté au fil du temps, puisqu'une mesure moyenne réalisée en 1898 l'estime de 1,52 à 1,56 m, une autre réalisée dans les années 1930 donne une moyenne de 1,56 m pour 470 kilos, avec 1,82 m de périmètre thoracique, et un tour de canon de 20 cm. F.-M Bléas (1913) cite pour sa part une taille moyenne de 1,57 m, avec 1,75 m de périmètre thoracique, et 20 cm de tour de canon. En 1927, d'après la thèse du vétérinaire E. Frouin, la taille moyenne est de 1,53 m à 1,60 m. En 1928 et en 1933, la Société hippique de Corlay et un article de la revue Sport universel illustré donnent une moyenne de 1,55 m pour 465 kg ainsi qu'un maximum de 1,63 m, déterminés par la Société du cheval de guerre ; un quart des chevaux de la race toisent plus de 1,58 m.

### Morphologie
Le modèle est celui du cheval de selle pour portage moyen, avec une très forte influence du Pur-sang. D'après Diffloth, la conformation est distinguée. La tête est carrée et légère, dotée d'un œil ouvert. L'encolure est bien proportionnée, le corps arrondi avec un garrot élevé. La croupe, comme l'ensemble de la conformation, rappelle le cheval de sang. Les épaules ont une bonne direction, les membres, bien que peu amples, sont secs, nerveux et vigoureusement articulés. Les tendons sont bien détachés, le pied est de bonne qualité. 

### Robe
D'après Barral, les robes dominantes sont l'alezan, l'isabelle et le bai, avec quelques robes grises et noires. En revanche, d'après le comte de Robien, ces robes dominantes sont essentiellement le rouan et l'aubère.

### Tempérament, entretien et allures
Les allures du cheval de Corlay sont vives, et ses mouvements gracieux. Il est réputé pour être un « vrai cheval de selle plein d'énergie, de rusticité, de moyens, qui inspire confiance au cavalier », doté d'énergie et de résistance, tout en restant rustique et sobre. Par rapport au Pur-sang, il a moins de vitesse pure, mais il est renommé pour son endurance. Il dispose d'une bonne classe de galop et d'une grande adresse au saut.
L'élevage s'effectue de manière économique, généralement en combinaison avec des bovins en plein air intégral,. Les poulains sont débourrés à deux ans et demi ou trois ans, de façon sommaire,.

### Alimentation
Ce cheval s'élève en plein air dans des pâtis accidentés, où il se nourrit de trèfles, et d'ajonc broyé avec de l'avoine, fourni par son éleveur. L'une des particularités de l'élevage du cheval de Corlay est l'utilisation du maërl pour renforcer l'ossature des chevaux, en le mélangeant à leur nourriture. Napoléon III permet aux éleveurs de se procurer du maërl dans la rade de Brest et de l'acheminer par le canal de Nantes à Brest. Les éleveurs utilisent aussi le noir animal, ou noir de raffinerie, un sous-produit de l'industrie sucrière nantaise riche en phosphate, comme complément alimentaire,,. Plus tard, en exploitant un filon calcaire (le seul de centre-Bretagne) à Cartravers, près de Corlay, les éleveurs enrichissent leurs pâtures en calcium,,,.

### Sélection
Le cheval de Corlay n'a jamais eu de studbook propre. Il est désormais référencé parmi les AQPS. La Société hippique de Corlay, fondée en 1903 par Armand Gast, a été chargée de mettre en valeur cette race locale. La distribution de « primes de conservation » aux propriétaires de juments de moins de 7 ans a semble-t-il joué un rôle clé dans l'établissement de la race de Corlay.

## Utilisations

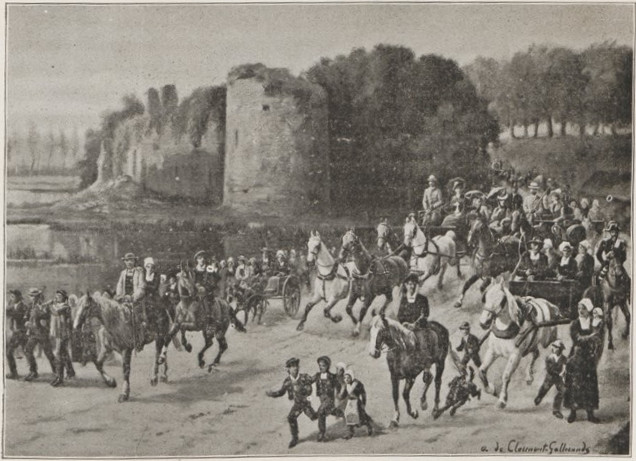
Départ pour les courses à Corlay, tableau d'Adhémar Louis Gaspard de Clermont-Gallerande, 1889

Les ancêtres de la race ont été employés par la poste aux chevaux des Côtes-d'Armor. Le cheval de Corlay est essentiellement utilisé pour les courses locales, grâce à la vitesse héritée de ses ancêtres arabes et pur-sang. Une anecdote souvent racontée veut que Napoléon III en ait examiné lors de son passage à Saint-Brieuc en août 1858, et se soit fait dire que ces chevaux sont capables, sans aucune préparation, de fournir un steeple-chase de plusieurs kilomètres sur tout type de terrain. Le lendemain matin, ce steeple-chase est couru devant lui, sur un terrain très accidenté et détrempé par une pluie torrentielle,. Sur douze chevaux qui courent, dix arrivent au but sans accident, montés sans selle ni étriers et conduits par de simples filets ou avec leurs longes par de jeunes paysans,. 
En course, le cheval de Corlay est généralement monté en bride, avec un mors dur dans la bouche auquel une corde est nouée, et réputé pour enchaîner les épreuves « sans fatigue ». Au XXe siècle, il existe des courses réservées aux demi-sangs en Bretagne, auxquelles participent les chevaux de Corlay,.
La race est également recommandée pour la cavalerie légère au XIXe siècle et au début du XXe siècle, ainsi que pour la promenade, l'équitation en amazone, et la traction des tilbury. Plusieurs « tours de force » sont attribués au cheval de Corlay, dont des parcours d'une centaine de kilomètres en une seule journée. D'après Diffloth (1923) : « Certains sujets sont capables d'exécuter des raids de 100 et 120 kilomètres dans la journée. Une jument de Corlay a fait, au trot attelé, 48 kilomètres en une heure cinquante, et un cheval de Corlay parcourait récemment 28 kilomètres en une heure au trot attelé ».
Au début du XXe siècle, la vente militaire représente le principal débouché de cet élevage, notamment à travers les épreuves de la Société du cheval de guerre,. La race s'illustre plusieurs fois aux épreuves de la société hippique française, notamment grâce à ses représentants Octave II, Diane, Cyclone, Yvan, et Fat. Elle est très bien notée aux épreuves de chasse et de raids sur plusieurs jours, sur terrain accidenté. Son aptitude à franchir des obstacles naturels est soulignée. Les Corlaysiens assistent historiquement en nombre aux courses de chevaux organisées en extérieur.

## Diffusion de l'élevage
La ville de Corlay doit sa réputation à cette race de chevaux. Son centre de production historique se situe dans les environs de Corlay, au sud de Guingamp, et dans une partie de l'arrondissement de Loudéac. Certains chevaux sont exportés, puisqu'en 1901, Lionel Bonnemère retrouve les traces d'un cheval de Corlay en Espagne. Il écrit que l'élevage fait la fortune du canton. C'est une race très locale, dont les effectifs ont diminué régulièrement. En 1927, d'après E. Frouin, seules trois ou quatre douzaines de familles d'éleveurs corlaysiennes perpétuent la race du pays,. Ce cheval a pratiquement disparu à la fin du XXe siècle. La ville de Corlay a ouvert un musée pour retracer son histoire,, ce qui en fait l'un des cinq sites bretons reconnus comme « centre équestre d’intérêt régional ».
La race est mentionnée comme éteinte (statut « X ») sur l'évaluation de la FAO menée en 2007, sous le nom de « Corlais ». Cette évaluation est reprise par l'étude menée par l'université d'Uppsala, publiée en août 2010 pour la FAO, signalant le Corlais comme une race locale européenne éteinte.
En 2005, l'activité d'élevage de demi-sangs reste importante dans la région de Corlay, en complément d'autres types d'élevages. Des courses réservées aux AQPS y sont organisées.